# مدينة الفيصلية
مدينة الفيصلية هو أحد المشاريع التنموية الكبرى في منطقة مكة المكرمة التي كشف عنها الأمير خالد الفيصل أمير منطقة مكة المكرمة في يوليو 2017م، ويقع المشروع في الجهة الغربية من المملكة العربية السعودية، بين مدينتي جدة ومكة المكرمة، ويتكون المشروع من سبع مراحل تبدأ المرحلة الأولى في عام 2019م ويكتمل المشروع في عام 2050م وتقدر مساحته بـ 2354 كم²، ومن المتوقع المباشرة ببناء خمسة مواقع ضمن المرحلة الأولى كنقطة انطلاق للمشروع وتتضمن ميناء تجاري ومرسى يخوت ومنطقة تجارية ومنطقة سياحية وحي سكني وسيتم تنفيذ شبكة مواصلات متطورة تسهل عملية التنقل بن جميع مكونات الفيصلية وربطها مباشرة مع مشروع النقل العام بمكة المكرمة ومواصلات جدة وقطار الحرمين السريع فقد تم تصميم المخطط العام ليكون مهيئا لعمل مشاريع خاصة بالسكك الحديدية مكونة من 4 عناصر تشمل القطارات الخفيفة والقطارات الجماعية والترام والتاكسي البحري وستكون الفيصلية نقطة توقف رئيسية لمشروع قطار الساحل الغربي الذي يربط جدة بجازان بطول 660 كم الذي تنوي وزارة النقل تنفيذة خلال 2025-2030، ستحتوي الفيصلية بجانب شبكة القطارات على مطار جوي للرحلات الإقليمية والخدمات اللو جستية والمطار مملوك بالكامل لمطار الملك عبدالعزيز الدولي.

## موقع الفيصلية
تقع أرض الفيصلية في جنوب مدينة جدة على مساحة 2354 كم²، تحدها من الشمال جبال بحرة ومن الجنوب “محطة الشعيبة لتحلية المياه المالحة وتوليد الطاقة الكهربائية” أما من جهة الشرق تحدها سلسلة من الجبل الشاهقة وبوابة مكة ومن الغرب المدينة الصناعية الثانية والثالثة وشواطئ البحر الأحمر.

## الجدول الزمني
بداية التنفيذ: 1 يناير 2019
نهاية التنفيذ: 31 ديسمبر 2050

## مكونات الفيصلية
- المركز الحضاري
- الحي الدبلوماسي
- الميناء
- مجمع التقنية
- الحي الاكاديمي
- منطقة زراعية
- قرية سكنية
- مركز استقبال الحجاج
- محطة النقل العام
- ضاحية سكنية
- المنطقة المركزية
- مطار الفيصلية
- منطقة المنتجعات
- المدينة الرياضية
- المدينة الصناعية
- منطقة توزيع الأغذية
- منطقة دراسات إسلامية
- منطقة خاصة